# 天主教杰什布尔教区
天主教傑什布爾教區 （拉丁語：Dioecesis Jashpurensis）是印度一個羅馬天主教教區，屬賴布爾總教區。
教區成立於2006年3月23日，位於恰蒂斯加爾邦東部傑什布爾縣。2006年有教友185,666人（佔轄區總人口25.0%）、五十個堂區、165名司鐸。現任教區主教為厄瑪奴耳‧凱爾凱塔。